# ويليام إم. بيرد
ويليام إم. بيرد هو سياسي كندي، ولد في 2 فبراير 1889 في سان ليونارد ‏ في كندا، وتوفي في 5 أكتوبر 1967. نشط حزبياً في الحزب التقدمي المحافظ في نيو برونزويك ‏. وقد انتخب عضو الجمعية التشريعية لنيو برونزويك ‏.